# 주현호
주현호(1996년 3월 1일 ~ )는 대한민국의 축구 선수이다.